# مرصد تورونتو المغناطيسي للأرصاد الجوية
مرصد تورونتو المغناطيسي للأرصاد الجوية هو مرصد تاريخي موجود على أراضي جامعة تورنتو، في تورونتو، أونتاريو، كندا. تم بناء المبنى الأصلي في عام 1840 للميلاد كجزء من مشروع بحث عالمي يديره إدوارد سابين لتحديد سبب التقلبات في الانحراف المغناطيسي. أظهرت القياسات من موقع تورنتو أن البقع الشمسية كانت مسؤولة عن هذا التأثير على المجال المغناطيسي للأرض. عندما انتهى هذا المشروع في العام 1853 ميلادية، تم توسيع المرصد بشكل كبير من قبل الحكومة الكندية وكانت بمثابة محطة الأرصاد الجوية الرئيسية في البلاد وحارس الوقت الرسمي لأكثر من خمسين عاما. يعتبر المرصد مهد علم الفلك الكندي.

## دراسة سابين

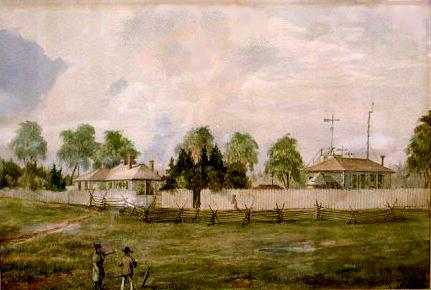
المرصد الأصلي: المبنى الرئيسي على اليمين، مع رؤية القبة، وسقف المبنى الأصغر مخفي وراء السياج. رسم ويليام ارمسترونغ في العام 1852 م.

تميل البوصلات إلى «الحركة» من الشمال عند إجراء القياسات في مواقع مختلفة أو حتى في مكان واحد على مدار فترة زمنية معينة. لاحظ الفلكي إدموند هالي هذا الشئ والمشاكل التي قد يسببها للملاحة في العام 1701 م. كان يعتقد أيضاً أن كل ما يسبب هذا التأثير قد يتسبب في حدوث تغييرات في الطقس، وأن دراسة التغيرات المغناطيسية قد تؤدي إلى تنبؤ أفضل بالطقس.
في العام 1833 م، قامت الجمعية البريطانية لتقدم العلوم ببدء سلسلة من القياسات المغناطيسية في جميع أنحاء المملكة المتحدة. تحت إشراف الرائد إدوارد سابين من المدفعية الملكية، حيث بدأ مشروع قياس متعدد السنوات، مع نشر النتائج في عام 1838. أثناء إجراء القياسات، تم طرح عدد من المقترحات لتوسيع البرنامج في جميع أنحاء العالم. في عام 1836، كتب المستكشف الألماني وعالم الطبيعة ألكساندر فون همبولت إلى الأمير أوغسطس فريدريك، دوق ساسكس، ثم رئيس الجمعية الملكية، موضحًا أن البرنامج الرسمي كان مهمًا لأمة تنتشر في جميع أنحاء العالم. في الاجتماع السابع للجمعية البريطانية في ليفربول في عام 1837، أعلنت سابين أن «مغناطيسية الأرض لا يمكن حسابها على الأقل من أحد أهم فروع التاريخ المادي للكوكب الذي نعيش فيه» ورسم خرائط لأشكاله المختلفة سيكون «تعتبر من قبل معاصرينا والأجيال القادمة بمثابة مشروع مناسب لشعب بحري، وإنجاز يستحق الأمة التي سعت من أي وقت مضى إلى المرتبة الأولى في كل تعهد شاق».
في عام 1837، مولت الحكومة البريطانية تركيب مرصد مغناطيسي في غرينتش. استمرت الرابطة في الضغط من أجل بناء مراصد مماثلة في جميع أنحاء العالم، وفي عام 1838 قبلت الحكومة اقتراحاتهم وتم توفير الأموال. في عام 1839، أعدت الحكومة البريطانية والجمعية الملكية أربع بعثات لبناء محطات مراقبة مغناطيسية في كيب تاون؛ سانت هيلانة هوبارت، تسمانيا، وفي النهاية تورونتو، أونتاريو. تم إرسال فرق من ضباط المدفعية الملكية لأخذ القياسات. كان الفريق المعين إلى كندا يخطط أصلاً لبناء مرصدهم في جزيرة سانت هيلين قبالة مونتريال، لكن الصخور المحلية أثبتت أن لها تأثيرًا مغنطيسيًا كبيرًا، وتم اتخاذ قرار بالانتقال إلى تورونتو بدلاً من ذلك. وصل الفريق في عام 1839، وأقام معسكرًا في فورت يورك في ثكنات مهجورة بينما بدأ البناء في المباني الجديدة. أعطيت المرصد 10 أكر (4.0 ها) من الأرض إلى الغرب من كلية الملك. تشغل الهيئة التشريعية في أونتاريو الآن المنطقة التي تقع فيها الكلية.
المرصد، كان يسمى رسميا «مرصد صاحبة الجلالة المغناطيسي للأرصاد الجوية في تورونتو»، تم الانتهاء من البناء في العام التالي. كان المرصد يتألف من مبنيين من خشب الأشجار، أحدهما للأدوات المغناطيسية والآخر عبارة عن مبنى أصغر شبه مدفون بالقرب من «القرارات التجريبية». تم توصيل الطرف الشمالي للمبنى الرئيسي بقبة مخروطية صغيرة تحتوي على ثيودوليت يستخدم لإجراء قياسات فلكية لتحديد التوقيت المحلي بدقة. تم تشييد المباني بأقل قدر ممكن من المعدن؛ عند الحاجة إلى المعادن، تم استخدام مواد غير مغناطيسية مثل النحاس أو النحاس. تم بناء ثكنة صغيرة بالقرب من منزل الطاقم.
باستخدام القياسات من موقعي تورنتو وهوبارت، لاحظت سابين تقلبات قصيرة الأجل في الانحراف المغنطيسي على مدار ساعات، وتغيرات طويلة الأجل على مدار أشهر. وخلص بسرعة إلى أن الاختلافات على المدى القصير كانت بسبب دورة النهار / الليل، في حين أن التغيرات على المدى الطويل كانت بسبب عدد البقع الشمسية المرئية. نشر ورقتين تمهيديتين حول هذا الموضوع في المعاملات الفلسفية للجمعية الملكية. الأول، في عام 1851، كان مجموعة من القياسات المبكرة. الثانية في عام 1852 مرتبطة بقياسات البقع الشمسية لهينريش شواب، والتي أصبحت متاحة على نطاق واسع في الكون الكسندر فون هومبولت، ونشرت أيضا في عام 1851. مع مزيد من البيانات التي تم جمعها من موقع تورنتو، تمكنت سابين من إثبات أن دورة البقع الشمسية التي استمرت 11 عامًا تسببت في تباين دوري مماثل في المجال المغناطيسي للأرض. قدم ورقة ثالثة وحاسمة حول هذا الموضوع في عام 1856، حول «القوانين الدورية التي يمكن اكتشافها في الآثار الجانبية للاضطرابات المغناطيسية الأكبر»، والتي حدد فيها موقع تورنتو بالثناء.
السير جون هنري ليفروي، رائد في دراسة المغناطيسية الأرضية، شغل منصب مدير المرصد المغناطيسي من 1842 إلى 1853 ؛ في عام 1960، أقامت مؤسسة أونتاريو للتراث، وزارة المواطنة والثقافة، لوحة عسكرية إقليمية على شرفه في حرم جامعة تورنتو.

## خدمة الأرصاد الجوية

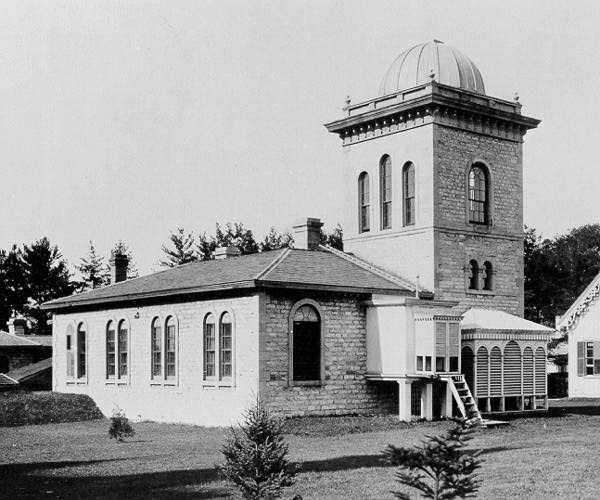
المرصد الأحدث قبل نقله، يتطلع نحو الجنوب الغربي. هذه الصورة هي نفس اتجاه الصورة أدناه، والتي يتم عرضها من يسار البرج.

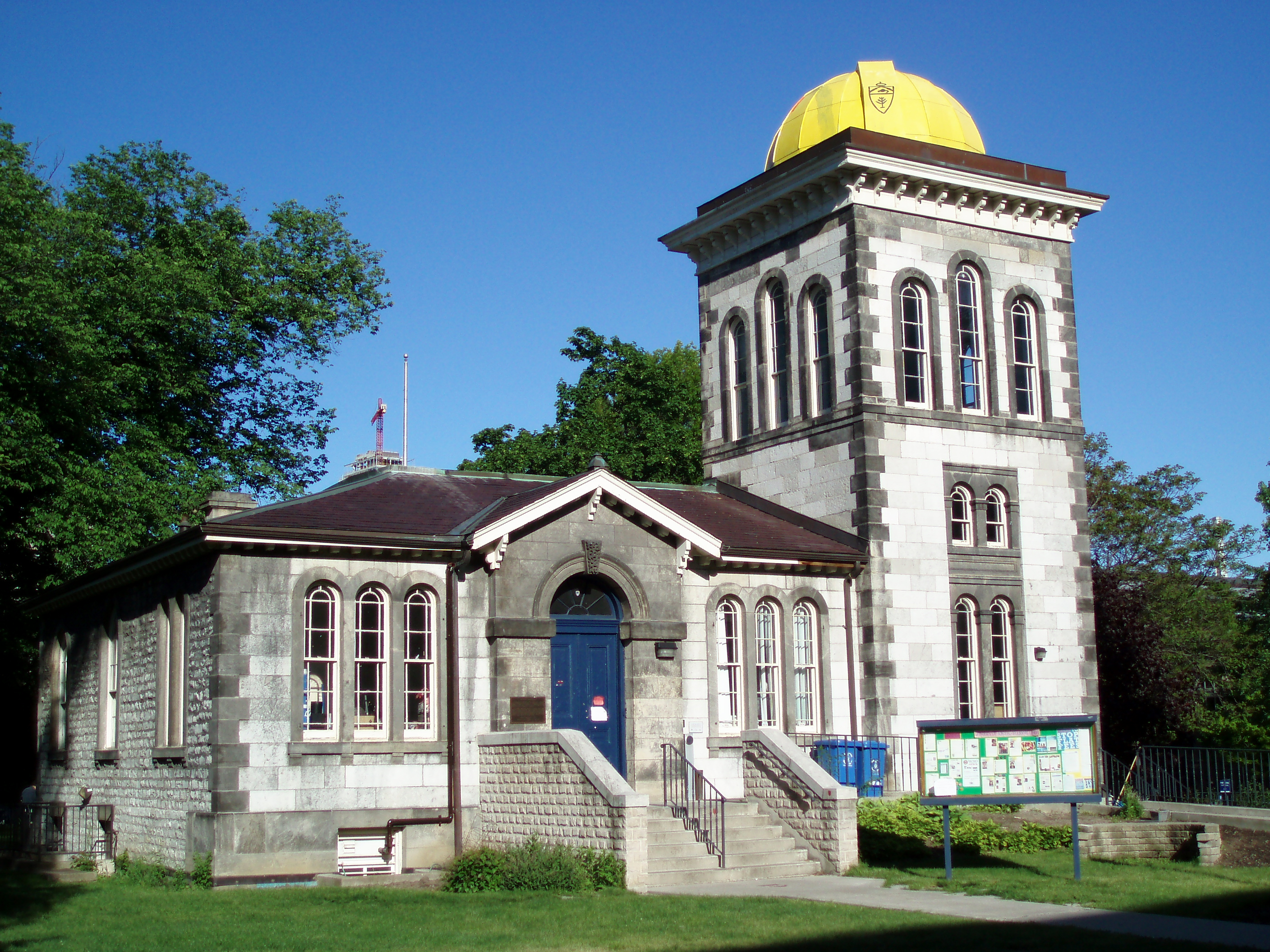
المرصد في عام 2009، وتبحث شرق وجنوب شرق البلاد. تم تدوير المكاتب في الطابق الأرضي ؛ كان المدخل سابقًا على يمين البرج.

في عام 1853، تم الانتهاء من مشروع الجمعية الملكية، وتم التخلي عن المرصد. بعد نقاش طويل، قررت الحكومة الاستعمارية الناشئة تولي عملها. بدلاً من أن تختفي مثل نظيراتها الثلاثة، تمت ترقية مرصد تورنتو، وتم توسيع مهمته حيث أصبحت محطة أرصاد جوية (انظر دائرة الأرصاد الجوية الكندية) تحت إشراف وزارة البحرية والمصايد. أثناء التوسعة، تم استبدال المباني الأصلية بهيكل دائم.
تم تصميم المبنى الجديد في عام 1853 من قبل المهندس المعماري المحلي فريدريك كمبرلاند، الذي كان يعمل أيضًا على تصميم كلية الجامعة، التي تم بناؤها شمال المرصد مباشرةً لتحل محل كلية الملك. دعا تصميم المرصد الجديد إلى بناء حجري، مع برج متصل يحتوي على المزواة. تم الانتهاء من المبنى الجديد في عام 1855، وقفت مباشرة قبالة مدخل قاعة اليوم للاحتفال.
خلال فترة وجوده كمحطة للأرصاد الجوية، جمع المرصد تقارير من 312 محطة مراقبة في كندا و 36 محطة أخرى في الولايات المتحدة. تم تجهيز كل محطة بـ «مقياس زئبقي، ميزانين حراريين (بحد أقصى وحد أدنى من ميزان الحرارة)، ومقياس شدة الريح لقياس سرعة الريح، رياح الرياح ومقياس المطر». تم إرسال التقارير في شكل مشفر إلى المرصد في 8   صباحا و 8   مساء كل يوم، بالتوقيت الشرقي القياسي (المعروف آنذاك باسم «الوقت الزمان 75»)، وتستخدم لإنتاج رسم بياني يتنبأ بالطقس لمدة 36 ساعة التالية. ثم تم إرسال هذه التنبؤات إلى جميع أنحاء البلاد، وتم توزيع الرسوم البيانية على الصحف ومجلس التجارة، حيث يمكن للجمهور الاطلاع عليها. مع تركيب الهواتف، قدّم المرصد أيضًا تقارير عن الطقس عند الطلب، وكانت هذه خدمة مهمة لبائعي الفاكهة، الذين استخدموا التقارير للتخطيط للشحن.
من بين الاستخدامات الأخرى، في عام 1880، تم استخدام القياسات من الموقع كجزء من الجهد المبذول لتطوير الوقت القياسي. ظل المرصد حارس الوقت الرسمي لكندا حتى عام 1905، عندما تم نقل هذه المسؤولية إلى مرصد دومينيون في أوتاوا. في تمام الساعة 11:55   في الساعات الأولى في تورونتو، تعرضت قاعات الإطفاء في تورنتو لإشارة كهربائية من المرصد.
في عام 1881 اقترح مدير المرصد، تشارلز كارميليل، إضافة تلسكوب عالي الجودة إلى المرصد. لقد شعر أن الملاحظات الشمسية المباشرة ستؤدي إلى فهم أفضل لتأثيرات البقع الشمسية على الطقس (حتى عام 1910، لاحظ مدير المرصد آنذاك، RF Stupart، أن «البقع الشمسية لها علاقة بأحوال الطقس لدينا أكثر من أن تكون لها حلقات حول القمر.»). من قبيل الصدفة، كانت الحكومة الكندية (التي تشكلت في عام 1867) مهتمة بالمشاركة في الجهد الدولي الرئيسي لتسجيل عبور كوكب الزهرة بدقة في ديسمبر 1882.
قدمت أموال لشراء 6 بوصة (150   مم) التلسكوب المنكسر من T. Cooke &amp; Sons. تم تصميم القبة في الأصل لتركيب عبور صغير، وكان التلسكوب الطويل، الذي يزيد طوله عن مترين، له مجال رؤية محدود على الرغم من فتحة القبة. تم بناء عمود حجري كبير داخل البرج، مما رفع التلسكوب لجعله أقرب إلى القبة وتحسين مجال رؤيتها. لسوء الحظ، لم يتمكن التلسكوب الجديد من المشاركة في قياسات العبور بسبب سوء الاحوال الجوية، وغاب عن عبور ميركوري 1895 لنفس السبب.

## النقل

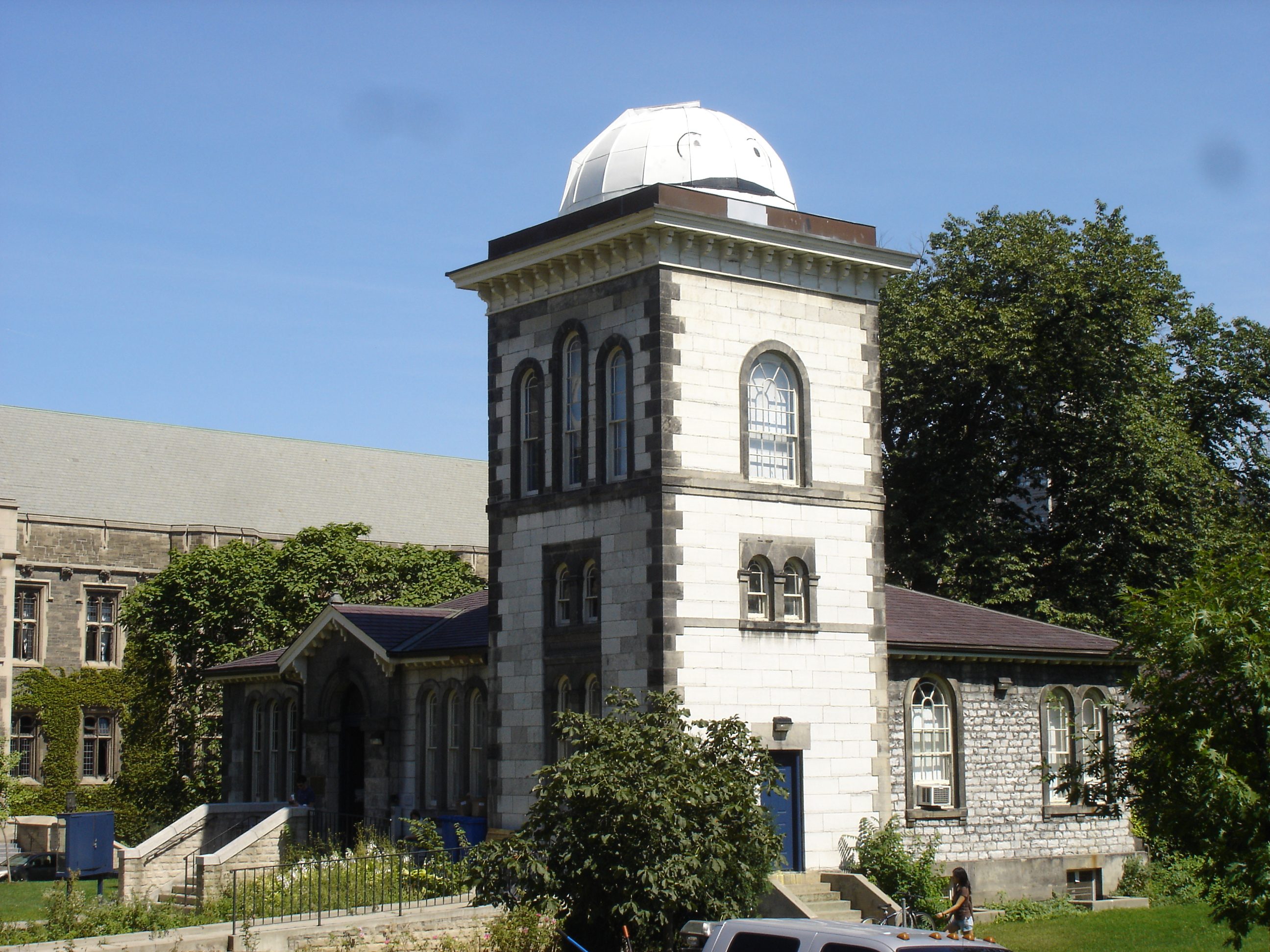
منظر المرصد بواجهة شمال شرقية، مع هارت هاوس في الخلفية. إن دوران البرج أكثر وضوحًا هنا: قارن موقع النوافذ بالصور أعلاه.

بحلول التسعينيات من القرن التاسع عشر، أصبح المرصد مزدحمًا بالجامعة التي تنمو بسرعة. كهربة من الترام على طول شارع كلية فقط إلى الجنوب، وكميات كبيرة من المعادن المستخدمة في المباني الحديثة المحيطة الموقع ألقى الأدوات. افتتح مرصد مغناطيسي جديد في عام 1898 في Agincourt، في ذلك الوقت حقول فارغة إلى حد كبير، (توجد على خرائط لاحقة على الطرف الشمالي لمزرعة جورج فورفار شرق شارع ميدلاند بالقرب من الطريق السريع 401 أو حيث يقع مبنى فرع حماية كندا للصحة اليوم) تاركًا موقع الحرم الجامعي بوسط المدينة بواجباته المتعلقة بالأرصاد الجوية والطاقة الشمسية
بحلول عام 1907، أحاطت مباني الجامعة الجديدة بالكامل بالمرصد؛ الغبار من البناء يسد أدوات الأرصاد الجوية، والإضاءة الكهربائية في الليل جعل العمل الفلكي مستحيلاً. قرر مكتب الأرصاد الجوية التخلي عن الموقع والانتقال إلى مبنى جديد في الطرف الشمالي للحرم الجامعي في 315 بلور ستريت ويست، وتداول المرصد الأصلي للجامعة في مقابل قطعة الأرض الجديدة. كان هناك بعض النقاش حول ما يجب القيام به مع تلسكوب كوك، لأن مكتب الأرصاد الجوية لم يكن له فائدة تذكر على هذه الأداة الفلكية البحتة. لم يكن هناك أي استخدام آخر على الفور، وانتقل التلسكوب مع مكتب الأرصاد الجوية إلى مرصد بلور ستريت الجديد.
تولت الجامعة ملكية مبنى المرصد الذي لم يتم استخدامه الآن وكانت في الأصل تتخلى عنه. قام لويس بوفورت ستيوارت، وهو محاضر في كلية العلوم والهندسة التطبيقية، بحملة من أجل إنقاذها لقسم المسح والجيوديسيا. في النهاية رتب لإعادة بناء المبنى على موقع أكثر ملاءمة. تم تنفيذ أعمال الهدم في عام 1907: تم ترك الحجارة في مكانها خلال فصل الشتاء، واستخدمت في العام التالي لإنشاء مبنى تم إعادة ترتيبه شرق مبنى كلية الجامعة الرئيسي (جنوب هارت هاوس).
في عام 1930، لم يعد مكتب الأرصاد يستخدم تلسكوب كوكي، ووافق على التبرع به للجامعة إذا كان سيتولى إزالته. تم نقل كل من التلسكوب وقبة المرصد إلى مبنى المرصد. انتقل التلسكوب مرة أخرى في عام 1952 إلى مرصد ديفيد دونلاب شمال المدينة، وفي عام 1984 تم التبرع به لمتحف كندا للعلوم والتكنولوجيا. استخدم قسم المسح والجيوديسيا المرصد حتى الخمسينيات. ومنذ ذلك الحين، تم استخدام المناطق المكتبية لمجموعة متنوعة من الأغراض، بما في ذلك محطة فرعية للشرطة ولوحة مفاتيح للهاتف. أعيدت تسميته باسم مرصد لويس بوفورت ستيوارت، وتم تسليم المبنى إلى المجلس الإداري للطلاب (أصبح الآن اتحاد طلاب جامعة تورنتو) في عام 1953، والذي استخدم المبنى منذ ذلك الحين. تتلقى القبة، غير المستخدمة الآن، وظيفة طلاء متعددة الألوان سنويًا من قبل طلاب الهندسة.

## التراث
تم إدراج المرصد في سجل تراث مدينة تورنتو منذ عام 1973. تمت الإشارة في القائمة أنه تم افتتاحه كمرصد في عام 1857، صممه كامبرلاند وستورم.

### اقتباسات
1. 1 2 3 4 5  Hodgins
2. 1 2  Chang, Gloria (14 مايو 1999). "Astronomy in Canada". قناة ديسكفري. مؤرشف من الأصل في 2004-10-30. اطلع عليه بتاريخ 2008-07-24.
3. ↑  Gurney, p. 27.
4. ↑  Thomas, The Toronto Observatory
5. 1 2 3  Thiessen, p. 309.
6. ↑  Qtd. in Thiessen, p. 308, from Report of the Seventh Meeting of the British Association of the Advancement of Science, 1838.
7. ↑  Thiessen, p. 310.
8. ↑  Thiessen, p. 312.
9. ↑  Thiessen, p. 331.
10. 1 2  "Canada's First Magnetic Observatory". Canadian Space Agency. 2005. مؤرشف من الأصل في 2008-09-21. اطلع عليه بتاريخ 2008-07-24.
11. ↑  Thomas
12. ↑  Sabine
13. ↑  
Ontario Heritage Foundation plaque نسخة محفوظة 2015-04-02 على موقع واي باك مشين., National Defence, Canada [وصلة مكسورة]
14. 1 2  Beattie, p. 109.
15. ↑  "The Toronto Magnetic and Meteorological Observatory". University of Toronto Museum of Scientific Instruments. مؤرشف من الأصل في 2008-06-05. اطلع عليه بتاريخ 2008-07-24.
16. 1 2 3  Beattie, p. 117.
17. ↑  Beattie, p. 115.
18. ↑   https://web.archive.org/web/20150911020112/http://maps.library.utoronto.ca/datapub/digital/YorkScarboro.jpg. مؤرشف من الأصل في 2015-09-11. {{استشهاد ويب}}: الوسيط |title= غير موجود أو فارغ (مساعدة)
19. ↑  In turn, in 1968 the Agincourt observatory was replaced by one in Ottawa. See "Ottawa Observatory". Natural Resources Canada. 2005. مؤرشف من الأصل في 2011-06-04. اطلع عليه بتاريخ 2008-07-24.
20. 1 2  Beattie, p. 118.
21. ↑  Faught
22. ↑  Beattie, p. 123.
23. ↑  "University of Toronto Students' Union (UTSU) (formerly known as the Students' Administrative Council (SAC))". Office of Student Affairs, University of Toronto. 2003. مؤرشف من الأصل في 2006-05-10. اطلع عليه بتاريخ 2008-07-27. Main Office - St. George Campus, Stewart Observatory
24. ↑   "Heritage Property Detail: 12 HART HOUSE CRCL". Toronto Heritage Property Register. City of Toronto. مؤرشف من الأصل في 2018-07-04. اطلع عليه بتاريخ 2018-07-04. Observatory: 1857; Cumberland and Storm; relocated 1908: later Students' Administration Council; identified for convenience purposes as 12 Hart House Circle -adopted by City Council on June 20, 1973

### قائمة المراجع
- Beattie، Brian (1982). "The 6-بوصة (150 مـم) Cooke Refractor in Toronto". Journal of the Royal Astronomical Society of Canada. ج. 76 ع. 2: 109–128. Bibcode:1982JRASC..76..109B.
- Faught, Brad (Winter 2002). "Heavens Above: The Stewart Observatory has always Inspired Lofty Dreams". University of Toronto Magazine. مؤرشف من الأصل في 2008-09-21. اطلع عليه بتاريخ 2008-07-24.
- Gurney، Alan (2004). Compass: A Story of Exploration and Innovation. New York: Norton. ISBN:978-0-393-05073-8.
- Hodgins، J. George (1910). "The Practical Daily Work of the Toronto Magnetic Observatory". The Establishment of Schools and Colleges in Ontario, 1792-1910. Toronto: L. K. Cameron. ج. 3. OCLC:21007510. مؤرشف من الأصل في 2013-11-03. اطلع عليه بتاريخ 2008-07-24.
- Sabine, Lieut-Col. Edward (1850–1854). "On Periodical Laws Discoverable in the Mean Effects of the Larger Magnetic Disturbances". Abstracts of the Papers Communicated to the Royal Society of London. Abstracts of the Papers Communicated to the Royal Society of London, Vol. 6. ج. 9: 30–32. JSTOR:111130.
- Sawyer Hogg، Helen (1948). "Out of Old Books (Sabine's Correlation of Sun-Spots with Magnetic Disturbances)". Journal of the Royal Astronomical Society of Canada. ج. 42: 241–246. Bibcode:1948JRASC..42...93S.
- Thiessen، A. D. (1940). "The Founding of the Toronto Magnetic Observatory and the Canadian Meteorological Service". Journal of the Royal Astronomical Society of Canada. ج. 40: 308–348. Bibcode:1940JRASC..34..308T.
- Thomas, Morley K. (1971). "A Brief History of Meteorological Services in Canada, Part I: 1839-1930". Atmosphere. ج. 9 ع. 1. مؤرشف من الأصل في 2014-02-02. اطلع عليه بتاريخ 2008-07-24.

## روابط خارجية
- السجلات الأرشيفية المتعلقة بتاريخ مرصد تورونتو المغناطيسي والأرصاد الجوية، بما في ذلك المخطوطات والمواد البحثية ذات الصلة والملفات المتعلقة بالتنقيب عن موقع مرصد تورنتو القديم الذي عقد في جامعة تورونتو لإدارة خدمات المحفوظات والسجلات